# Nicholas Georgescu-Roegen
Nicholas Georgescu-Roegen (4. února 1906 Constanța – 30. října 1994 Nashville, Tennessee) byl rumunsko-americký ekonom, zakladatel ekologické ekonomie. Jeho hlavním dílem je kniha The Entropy Law and the Economic Process (Zákon entropie a ekonomický proces, 1971), ve které rozpracoval paralely mezi biologickými a ekonomickými procesy, jež se obojí musejí řídit termodynamickými zákony, a ukázal, že neustále rostoucí využívání přírodních zdrojů musí časem vést k jejich vyčerpání. Těmito názory inspiroval hnutí proti neustálému ekonomickému růstu (La décroissance, 1979). Dalším jeho přínosem bylo zahrnutí produkce odpadu do ekonomického modelu výroby.